# Enguerrand II. z Coucy
Enguerrand II. z Coucy (okolo roku 1110 –⁠⁠⁠⁠⁠ 1149) byl pikardský šlechtic.
Narodil se okolo roku 1110 otci Thomasi de Marle a matce Mélisende z Crécy. Pravděpodobně založil Řád lva, kdy při jedné ze svých vyjížděk do lesa porazil lva ničícího okolní vesnice. V roce 1131 si vzal za manželku Agnès de Beaugency, která mu porodila dva syny. Pobýval ve Svaté zemi mezi lety 1137 a 1139. Byl také účastníkem II. křížové výpravy, při které v roce 1149 padl. Je pohřben v Nazaretu.